# Salmo 16
El salmo 16  es, según la numeración hebrea, el decimosexto salmo del Libro de los salmos de la Biblia. Corresponde al salmo 15 según la numeración de la Biblia Septuaginta griega, empleada también en la Vulgata latina. Por este motivo, recogiendo la doble numeración, a este salmo también se le refiere como el salmo 16 (15).
El salmo comienza en inglés en la versión de la Biblia del Rey Jacobo : "Guárdame, oh Dios, porque en ti he puesto mi confianza". La versión latina comienza " Conserva me Domine ". 
El salmo se atribuye a David y se describe como Mictam de David .  los Salmos Salmo 56 - Salmo 60 también comparten este título. Sarah Hoyt describe este término como "oscuro".  erudito semítico Paul Haupt sugiere que puede significar "restringido por el metro " o "conforme a la medida poética".  El salmo forma parte regular de las liturgias judía , católica , anglicana , ortodoxa y protestante. Se le ha puesto música, incluidas composiciones de Marc-Antoine Charpentier y George Frideric Handel .

## Texto

### Versión de la Biblia hebrea
A continuación está el texto hebreo del Salmo 16: 
| Verso | hebreo                                                                  |
| ----- | ----------------------------------------------------------------------- |
| 1     | .מִכְתָּם לְדָוִד: שָׁמְרֵנִי אֵל, כִּי-חָסִיתִי בָךְ                                       |
| 2     | .אָמַרְתְּ לַיהוָה, אֲדֹנָי אָתָּה; טוֹבָתִי, בַּל-עָלֶיךָ                                   |
| 3     | .לִקְדוֹשִׁים, אֲשֶׁר-בָּאָרֶץ הֵמָּה; וְאַדִּירֵי, כָּל-חֶפְצִי-בָם                              |
| 4     | : יִרְבּוּ עַצְּבוֹתָם, אַחֵר מָהָרוּ: .בַּל-אַסִּיךְ נִסְכֵּיהֶם מִדָּם; וּבַל-אֶשָּׂא אֶת-שְׁמוֹתָם, עַל-שְׂפָתָי |
| 5     | .יְהוָה, מְנָת-חֶלְקִי וְכוֹסִי-- אַתָּה, תּוֹמִיךְ גּוֹרָלִי                                |
| 6     | .חֲבָלִים נָפְלוּ-לִי, בַּנְּעִמִים; אַף-נַחֲלָת, שָׁפְרָה עָלָי                               |
| 7     | .אֲבָרֵךְ - אֶת-יְהוָה, אֲשֶׁר יְעָצָנִי; אַף-לֵילוֹת, יִסְּרוּנִי כִלְיוֹתָי                     |
| 8     | .שִׁוִּיתִי יְהוָה לְנֶגְדִּי תָמִיד: כִּי מִימִינִי, בַּל-אֶמּוֹט                              |
| 9     | .לָכֵן, שָׂמַח לִבִּי - וַיָּגֶל כְּבוֹדִי; אַף-בְּשָׂרִי, יִשְׁכֹּן לָבֶטַח                          |
| 10    | .כִּי, לֹא-תַעֲזֹב נַפְשִׁי לִשְׁאוֹל; לֹא-תִתֵּן חֲסִידְךָ, לִרְאוֹת שָׁחַת                        |
| 11    | : תּוֹדִיעֵנִי, אֹרַח חַיִּים: .שֹׂבַע שְׂמָחוֹת, אֶת-פָּנֶיךָ; נְעִמוֹת בִּימִינְךָ נֶצַח              |

### Versión de la Biblia del Rey Jacobo
1. Guárdame, oh Dios, porque en ti he confiado.
2. Oh alma mía, dijiste a Jehová: Tú eres mi Señor; mi bondad no se extiende a ti;
3. Pero a los santos que están en la tierra, y a los excelentes, en quienes está todo mi deleite.
4. Se multiplicarán los dolores de los que se apresuran en pos de otro dios; no ofreceré yo sus libaciones de sangre, ni tomaré sus nombres en mis labios.
5. El SEÑOR es la porción de mi heredad y de mi copa; tú mantienes mi suerte.
6. Me han caído cuerdas en lugares agradables; sí, tengo una buena herencia.
7. Bendeciré al SEÑOR, que me aconsejó; también mis riñones me instruirán en las noches.
8. A Jehová he puesto siempre delante de mí; porque está a mi diestra, no seré conmovido.
9. Por tanto, se alegra mi corazón, y se alegra mi gloria; también mi carne reposará en esperanza.
10. Porque no dejarás mi alma en el infierno; ni permitirás que tu Santo vea corrupción.
11. Me mostrarás el camino de la vida: en tu presencia hay plenitud de gozo; placeres a tu diestra para siempre.

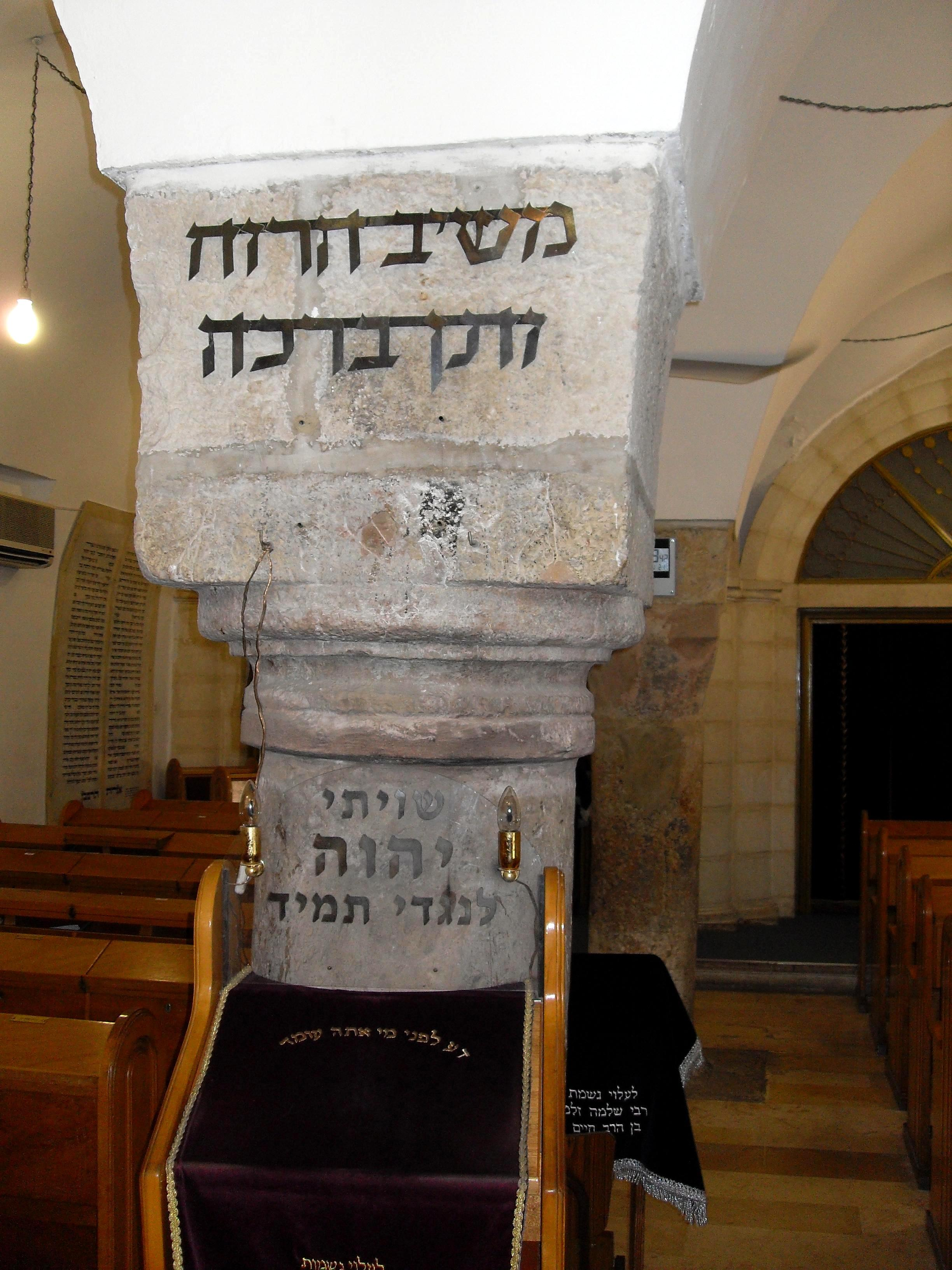
Sinagoga Ramban en la Ciudad Vieja de Jerusalén. El versículo 8 del salmo 16 está escrito en hebreo al final de la columna.

## Composición
Charles Augustus Briggs y Emilie Grace Briggs resumieron su contenido de la siguiente manera: "el salmo 16 es un salmo de fe. El salmista ha buscado refugio en Yahweh, su Señor soberano, y bienestar supremo (v. 1-2); cuya buena voluntad está en Su santos (v. 3). Los apóstatas tienen muchos dolores, y él se mantiene alejado de ellos y de su adoración impía (v. 4). Yahveh es su porción y su herencia en lugares agradables (v. 5-6); disfruta de Su consejo (v. 7) y presencia de ayuda continua (v. 8); está contento y seguro (v. 9), confía en que Yahweh no lo abandonará en el Sheol (v. 10), sino que le dará vida y alegría para siempre en su presencia (v.11) ".
Según Charles Augustus Briggs, el autor de este salmo se basó en el Libro de Jeremías 23: 6, 33:16; Deuteronomio 33:12; y el Libro de Esdras para frases y conceptos, y probablemente escribió el Salmo en el período persa (es decir, después de 539 A. C.).

## Comentarios

### Comentarios de la Iglesia católica
Este salmo expresa la íntima relación entre Dios y quien le dedica su vida con fidelidad total, en contraste con la actitud incrédula de quienes niegan a Dios. Unido al salmo anterior, subraya la esperanza de quienes confían en el Señor, a diferencia del destino de los impíos (cf. Sal 9,18). En el conjunto de los salmos 15 al 24, el Salmo 16 encuentra un paralelo en el Salmo 23, donde se afirma: «El Señor es mi pastor».
Comienza con una súplica de protección (v. 1), seguida de la declaración de que Dios es el único bien del salmista (vv. 2-6). Luego describe cómo esta elección transforma su vida interior (vv. 7-9), y concluye con una firme esperanza en la salvación que viene solo de Dios (vv. 10-11). Al orar con este salmo, el creyente renueva su identidad bautismal, alegrándose por haber sido consagrado a Dios y expresando su anhelo de vivir en comunión con sus hermanos en la fe.

#### Comentario a los versículos 2-6
El autor de la oración ha elegido al Señor como su único bien, y se ha unido con todo su afecto a aquellos que participan de la santidad de Dios. El v. 3 puede referirse a los sacerdotes dedicados al servicio divino o a los israelitas fieles, miembros de un pueblo santo. Frente a los que adoran ídolos y ofrecen sacrificios humanos, el salmista se mantiene fiel al Dios de Israel, y sólo a Él presta adoración (v. 4). Su situación (vv. 5-6) es como la de los hijos de Leví, a quienes no se les había dado parte alguna de la tierra prometida porque «su heredad» era el servicio del Templo y la parte que les correspondía de las ofrendas. En el v. 5 se manifiesta la aceptación gozosa de aquella condición.

#### Comentario a los versículos 7-9
Estos versículos inician con una bendición a Dios y enumeran los dones que recibe quien le pertenece por completo: dirección constante, seguridad interior, gozo pleno y bienestar integral. El creyente reconoce que todo bien procede del Señor y que su vida está en sus manos.
Cuando se interpreta el salmo en clave cristológica, como si fuera Cristo mismo quien habla, el versículo 9 adquiere un sentido profundo. Los Padres de la Iglesia vieron en él una afirmación clara de la Resurrección corporal de Jesús: no fue un espíritu el que resucitó, sino el mismo cuerpo glorificado que había compartido nuestra condición humana.

Ya que algunos sostienen de varias maneras que, como el Señor entró con las puertas cerradas, no resucitó con el mismo cuerpo que había muerto, escuchemos que el Señor mismo en el salmo recuerda: Hasta mi carne habitará en la esperanza (Sal 16,9). Sin duda, tras la muerte y la resurrección del Salvador, aquel cuerpo que estuvo vivo fue depositado en el sepulcro; en consecuencia resucitó el mismo cuerpo que había sido puesto exánime y sin vida en el sepulcro. Pero si resucitó el cuerpo idéntico, ¿cómo es que algunos sostienen que el Señor ha resucitado en una especie de cuerpo espiritual y poderoso, pero no el nuestro? Nosotros no pensamos esto; sería como negar que el cuerpo de Cristo se ha revestido de aquella gloria que, como creemos, también un día recibirán los santos.

#### Comentario a los versículos 10-11
La vivencia íntima de la presencia de Dios (v. 9) lleva al salmista a renovar su confianza, expresando la esperanza de ser preservado de la muerte y de alcanzar la plenitud de la alegría por su fidelidad a la Ley y su entrega total al servicio divino (vv. 10-11). 
La versión griega de los Setenta, LXX o Septuaginta interpreta el versículo 10 como una promesa de liberación de la corrupción del sepulcro, es decir, como una alusión a la resurrección. Esta lectura fue adoptada por los Apóstoles, quienes vieron en estas palabras una profecía directa de la resurrección de Jesús. Como los salmos eran atribuidos tradicionalmente a David, y David murió y fue sepultado, los Apóstoles concluyeron que estas palabras debían referirse a alguien distinto: al Mesías. Así lo expresó Pedro en Pentecostés: «Hermanos, se os puede decir con toda franqueza que el patriarca David murió y fue sepultado, y su tumba se encuentra entre nosotros hasta el día de hoy. Pero como era profeta, y sabía que Dios le había prometido solemnemente que uno de sus descendientes se sentaría en su trono, vio de antemano la resurrección del Mesías y habló de ella, afirmando que no fue abandonado en el Hades ni su carne vio la corrupción» (Hch 2,29-31; cf. Hch 13,35).
Orígenes también interpretaba las palabras:

«No abandonarás mi alma en el sheol» (v. 10) como el descenso de Cristo a los infiernos y a su Resurrección.

Teresa de Ávila recogió magníficamente los sentimientos contenidos en este salmo al escribir: «Quien a Dios tiene, nada le falta. Sólo Dios basta»

## Género
En la investigación de Ps fue asignado a 16 géneros diferentes 
1. Salmo de confianza (el más común). Esta determinación genérica se remonta a Hermann Gunkel. Un salmo de confianza es a su vez el lamento de un individuo.

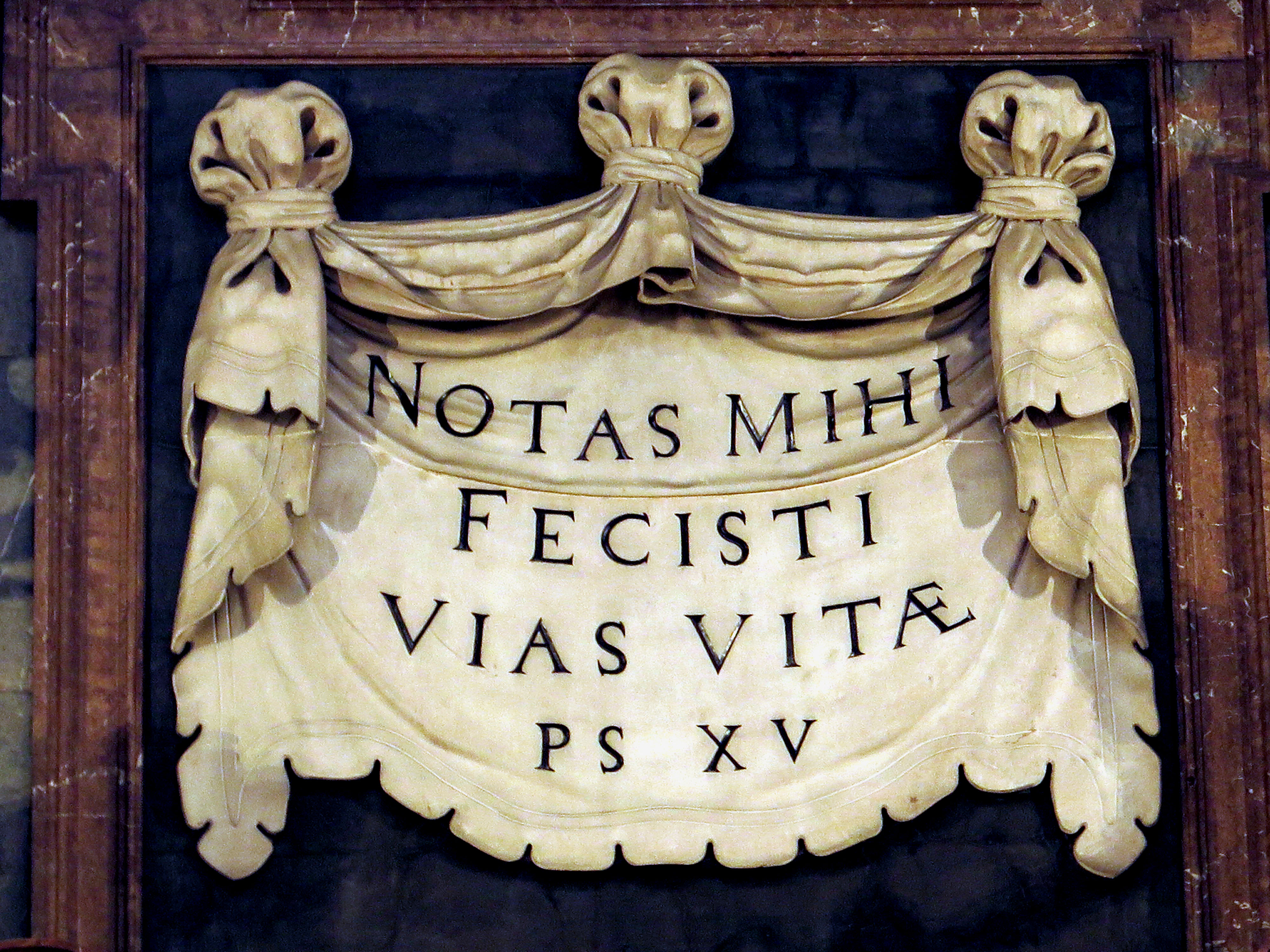
El versículo 10 del Salmo 16 en la catedral de Salzburgo "me han enseñado los caminos de la vida"

2. Bittpsalm
3. Canción confesional
4. Salmo de protección o asilo
5. Canción de la inocencia
6. Dulderpsalm
7. Königspsalm

## Esquema
El salmo se puede estructurar de la siguiente manera: 
- Versículo 1: marco
- Versículos 2–4: Confesión de la oración a YHWH y la piadosa y negativa a sacrificar a otros dioses.
- Versículo 5f: Descripción de la relación con JHWH basada en cuestiones de tierra
- Versículos 7–9: Descripción de la relación: YHWH como maestro
- Versículo 10f: marco

## Uso litúrgico
- En la oración de la hora católica , el Salmo 16 es parte de la oración completa (jueves).
- En el entierro judío , se habla el Salmo 16 después de que el ataúd ha sido bajado y completamente cubierto de tierra.

## Usos

### Judaísmo
El versículo 3 se encuentra en Pirkei Avot Capítulo 6, no. 10.
El Salmo 16 es uno de los diez Salmos del Tikkun HaKlali del Rebe Najman de Breslov.

### Nuevo Testamento
Algunos versículos del Salmo 16 se mencionan en el Nuevo Testamento :
- Los versículos 8-11 se citan en Hechos 2: 25-28
- El versículo 10b se cita en Hechos 13:35[11]

En esos casos, tanto Pedro como Pablo aplicaron el Salmo 16 a la resurrección de Jesús y no a la vida de David.

### Catolicismo
En la Liturgia de las horas se recita la noche de los jueves en la hora de completas. Para facilitar la comprensión en la Liturgia de las horas cada salmo tiene un título en rojo (rúbrica) que no forma parte del salmo. El título del Salmo 16 es El Señor es el lote de mi heredad.

### Libro de oración común
En el Libro de Oración Común de la Iglesia de Inglaterra , el Salmo 16 está designado para ser leído en la mañana del tercer día del mes.

### Configuraciones musicales
- En 1699, Marc-Antoine Charpentier escribió " Conserva me Domine", H.230, para solistas, coro, cuerdas y continuo.
- La versión de la Biblia del Rey Jacobo del versículo 10 se usa en el oratorio en inglés " Mesías " de George Frideric Handel (HWV 56).[17][18]